# Saldatura a elettrogas
La  Saldatura a elettrogas (EGW - ElectroGas Welding nella terminologia AWS) è una tecnologia di saldatura derivata direttamente dalla saldatura  a elettroscoria, in cui la scoria è sostituita da un gas inerte. Generalmente è possibile utilizzare una sola apparecchiatura per entrambi i procedimenti. Tuttavia, a differenza della saldatura a elettroscoria, in questa tecnologia la sorgente termica è data da un arco elettrico, infatti, mentre la scoria, essendo conduttrice, può sfruttare l'effetto Joule il gas (cattivo conduttore elettrico) non può utilizzarlo. Il gas, per poter proteggere il bagno di saldatura, viene addotto sopra l'arco in regime laminare (e non in regime turbolento, come per esempio nella saldatura MIG, MAG o TIG). La saldatura a elettrogas fu studiata in laboratorio a partire 1961, ed ebbe uno sviluppo soddisfacente nel corso degli anni successivi, tuttavia, a partire dal 1990, la sua diffusione tende a decrescere, a causa di problemi (probabilmente derivati solo da valutazioni soggettive) sulla qualità dei giunti così ottenuti.

## Linee generali del procedimento
La saldatura a elettrogas si sostituisce favorevolmente alla saldatura a elettroscoria quando gli spessori da saldare non sono troppo elevati (inferiori a 30-40 mm), in questo caso infatti la saldatura a elettroscoria, riscaldando il bagno per effetto Joule, quindi con un ciclo termico più blando di quello delle saldature ad arco, può provocare un ingrossamento del grano cristallino del materiale da saldare. Dato che un ingrossamento del grano comporta  (almeno nell'acciaio) una marcata riduzione della tenacità del materiale stesso, questo fenomeno deve essere, per quanto possibile, evitato. Nella saldatura a elettrogas, pur conservando la stessa apparecchiatura di base, si fonde il materiale utilizzando l'arco elettrico, quindi si provoca un ciclo termico più robusto, che, permettendo di operare con maggiori velocità esecutive, limita i rischi di ingrossamento del grano ai bordi della zona termicamente alterata.
Analogamente alla saldatura per elettroscoria, questa tecnologia permette di saldare lembi rettilinei in verticale ascendente (cioè con l'asse del cordone di saldatura verticale ed il bagno di saldatura che muove dal basso verso l'alto), tuttavia è possibile, saldare anche giunti circonferenziali, purché si abbia cura di tenere il bagno per quanto possibile orizzontale. Per mantenere il bagno e la scoria fusa in posizione si usano due pattini di rame, che, chiudendo lateralmente il volume da saldare, formano una specie di recipiente (crogiolo) in cui avvengono tutti i fenomeni legati alla generazione del giunto. Naturalmente i due pattini di rame, a contatto con i materiali fusi, devono essere raffreddati energicamente per evitare la loro fusione. Considerando che, anche quantità limitate di rame nell'acciaio provocano un netto deterioramento delle caratteristiche di tenacità, il raffreddamento deve impedire anche la fusione di quantità minime del materiale dei pattini.
Quindi l'apparecchiatura per la saldatura a elettrogas, come quella a elettroscoria, si compone di:
- Generatore di corrente (che deve avere caratteristiche analoghe a quelle di un generatore per saldatura ad arco e filo continuo)
- Pattini ed eventualmente relativo meccanismo di movimentazione (in questo tipo di saldatura generalmente i pattini hanno anche appositi ugelli per portare il gas sopra il bagno di saldatura)
- Filo e relativo congegno di alimentazione
- Dispositivo per l'oscillazione degli elettrodi (fili)
- Gruppo di controllo dei parametri di saldatura

## I pattini
Nella saldatura a elettrogas, a differenza di quanto viene fatto con la saldatura a elettroscoria, i pattini possono essere fissi e fondere insieme al bagno di saldatura, e quindi essere utilizzati per portare sostanze leganti entro il giunto. Nel caso di pattini fissi e fondenti, viene sempre usato filo animato, per avere una protezione dall'ossidazione sopra il bagno di saldatura, il gas viene immesso sul bagno da un ugello in modo simile alla saldatura MIG o MAG.
I pattini mobili generalmente sono in rame e sono sempre refrigerati.

## Caratteristiche della saldatura a elettrogas
La saldatura a elettroscoria, utilizzando l'effetto Joule come sorgente di calore, ha un ciclo termico molto più blando di quello delle saldature che utilizzano l'arco elettrico come sorgente di calore. Se, da una parte, questo permette di operare saldature in una sola passata su grossi spessori senza il rischio di formare nell'acciaio strutture di tempra, d'altra parte provoca un notevole ingrossamento dei grani cristallini in zona termicamente alterata, soprattutto su strutture di spessore non troppo elevato (e quindi che hanno un ciclo termico più blando). Per questo motivo, quando gli spessori da saldare scendono sotto 30-40 mm si preferisce usare la procedura elettrogas al posto di quella a elettroscoria.

## Materiali di consumo
Il materiali di consumo sono forniti sia dal filo sia dal gas di protezione.
Il gas di protezione generalmente per gli acciai è l'anidride carbonica (CO2), nel caso di uso di fili animati, mentre si usa argon (Ar) con un'aggiunta di CO2 di circa il 20% nel caso di fili pieni.
Il filo generalmente, nel caso sia pieno, è lo stesso utilizzato per la saldatura a filo continuo sotto protezione di gas. In questo tipo di saldatura comunque è usato abbastanza spesso il filo animato, in cui la quantità di flusso (scorificante) è limitata al 5-10% in peso, per evitare che nella saldatura si formino inclusioni di scoria.

## Impiego della saldatura a elettrogas
La saldatura a elettrogas può essere utilizzata negli stessi campi della saldatura a elettroscoria, con spessori compresi fra 10 e 40 mm, per spessori superiori il gas, muovendo a bassa velocità sul bagno di saldatura, può provocare porosità nel cordone. Non viene usato per spessori inferiori a 10 mm essenzialmente per motivi economici, in quanto è meno costosa la saldatura MIG o MAG. La saldatura a elettrogas deve essere utilizzata necessariamente in officina.
La saldatura a elettrogas di solito è utilizzata per acciai al carbonio e basso legati. Sono riportati esempi di applicazione di questa tecnologia per acciai inossidabili austenitici e leghe di alluminio, tuttavia questi usi non sono molto diffusi fuori dalle prove di laboratorio.
Gli svantaggi di questa tecnologia sono dati, come per la saldatura a elettroscoria, principalmente dal fatto che, una volta iniziato il ciclo di saldatura, qualsiasi interruzione nelle operazioni comporta la necessità di lavorare nuovamente il pezzo per riportarlo allo stato iniziale. Inoltre non è possibile saldare forme complesse.
Quindi le applicazioni più comuni di questa tecnologia sono:
- Recipienti a pressione di spessore da 10 a 40 mm
- Saldatura in officina di scafi navali

## Difetti tipici in questo tipo di saldatura
Sebbene questo tipo di saldatura sia ancora soggetto  a cricche a caldo, come la saldatura a elettroscoria, data la presenza di una sorgente termica di maggiore potenza si quella dell'elettroscoria, è possibile che si formino strutture di tempra, quindi non si può escludere a priori la presenza di cricche a freddo.
Le inclusioni di scoria possono essere dovute solo all'uso di fili animati, pertanto, se nelle prove del procedimento vengono trovati questi difetti, possono essere facilmente eliminati riducendo la presenza di materiale d'apporto nell'anima del filo. Invece questo tipo di saldatura è soggetto, per la sua stessa natura a inclusioni di gas, generalmente dovute a turbolenze nel bagno di saldatura.
Sono possibili anche mancanze di penetrazione e incisioni marginali, entrambi dovuti a errato settaggio dei parametri di saldatura (tensione, corrente, velocità di avanzamento e oscillazione del filo).